# 八重山島旧記
八重山島旧記（やえやまじまきゅうき）は八重山地方の古文書。
現存する糸洲家文書は19世紀中期の写本とされ、原本の所在は不明である。

## 概要
八重山地方の年中行事や冠婚葬祭、特産品などが記されている。八重山文化研究会から1976年12月に発行された『八重山文化論集』の第2号に所収されている。